# Сазонов, Михаил Петрович
Михаил Петрович Сазонов (20 июля 1911 года, с. Ездаково — 15 марта 1983 года, Москва) — Герой Советского Союза, командир 267-го гвардейского стрелкового полка 89-й гвардейской стрелковой дивизии (37-я армия, Степной фронт), гвардии лейтенант.

## Биография
Родился 20 июля 1911 года в селе Ездаково в семье крестьянина.
В 1926 году вместе с семьёй переехал на Украину в город Лубны Полтавской области. Здесь он окончил семилетку, в 1932 году — Московский мелиоративно-дорожный техникум.
В 1933 году был призван в Красную Армию. Служил на Дальнем Востоке, участвовал в строительстве города Комсомольска-на-Амуре. В 1935 году был демобилизован. Работал старшим экономистом на заводе в Москве.
В 1942 году был вновь призван в армию. В том же году окончил ускоренный курс Московского военного пехотного училища имени Верховного Совета РСФСР. В действующей армии с июня 1943 года. В одном из первых боёв был ранен, но вскоре вернулся в строй.
Отличился в боях при форсировании Днепра и удержании плацдарма на правом берегу. 29 сентября 1943 года в бою на левом берегу Днепра гвардии лейтенант Сазонов со своей ротой первым ворвался в деревню Коноплянку (в 80 км южнее Кременчуга), в решительной схватке выбил противника из деревни, уничтожил 50 гитлеровцев. Вечером того же дня рота Сазонова под огнём противника форсировала реку у села Келеберда, захватила плацдарм на правом берегу и удерживала его несколько часов. Было отбито четыре контратаки, поддержанные танками, уничтожено более 100 фашистов. Сам Сазонов лично уничтожил шесть солдат и одного офицера. Своими действиями гвардии лейтенант Сазонов обеспечил переправу остальных подразделений полка.
Вскоре Сазонов был назначен старшим преподавателем тактики Московского пехотного училища имени Верховного Совета РСФСР.
С 1945 года старший лейтенант Сазонов — в запасе.
Учился на Ленинградских высших торговых курсах. Три года работал директором торговой конторы на Чукотке. Затем жил в городе Москве, работал начальником продовольственного снабжения Московского военного госпиталя.
Скончался 15 марта 1983 года. Похоронен на Николо-Архангельском кладбище Москвы.

## Награды
Указом Президиума Верховного Совета СССР от 20 декабря 1943 года за мужество и героизм, проявленные при форсировании Днепра и удержании плацдарма на правом берегу, гвардии лейтенанту Сазонову Михаилу Петровичу присвоено звание Героя Советского Союза с вручением ордена Ленина и медали «Золотая Звезда» (№ 2212).